# Claude Lavoie
Pour les articles homonymes, voir Lavoie.
 (février 2023).
Claude Lavoie, né à Rivière-du-Loup le 19 juillet 1918 et mort le 28 avril 2014, est un organiste et professeur québécois.

## Études
Il travaille la musique sous la direction de l'abbé Alphonse Tardif avant de se mériter le Prix d'Europe en 1942. Il se rend étudier à la Longy School of Music de Boston, avec E. Power Biggs pour l'orgue et Nadia Boulanger pour l'écriture et l'analyse. Après la guerre, il perfectionne sa technique à Paris auprès des maîtres André Marchal et Gaston Litaize pour l'orgue et Simone Plé-Caussade pour l'écriture musicale. 

## Carrière
D'abord organiste à Beauport, il est nommé titulaire des nouvelles orgues néoclassiques Casavant de l’église des Saints-Martyrs-Canadiens à Québec de 1959 à 1974.
Professeur au Conservatoire de musique de Québec de 1952 à 1979, il forme les organistes Denis Bédard,  Antoine Bouchard, Sylvain Doyon, Richard Gagné, Noëlla Genest, Robert Girard, Richard Paré et Sylvain Barrette entre autres.
En 1989, il crée la fondation qui porte son nom dont le but est de «contribuer à la formation d’interprètes et de professeurs de musique d’orgue de haut calibre»[réf. souhaitée], en particulier par la tenue du Concours d’orgue de Québec qui se tient tous les trois ans.

## Distinctions
- 1942 - Prix d'Europe
- 1990 - Chevalier de l'Ordre national du Québec